# Storie di Panda
Storie di Panda è il quarto album dei Panda.

## Tracce
1. Gli animali veri siamo solo noi
2. Erano gli anni '60
3. La canzone dell'amore
4. Io so che lo sai
5. Isacco il cosacco
6. Vado via
7. Voglia di morire

## Formazione
- Osvaldo Pizzoli (voce solista, flauto, sax e tastiere)
- Joseph Messina (voce e chitarra)
- Alessandro Messina (voce e tastiere)
- Antonello Carbone (voce e basso)
- Liborio Sciascia (batteria e percussioni)